# Cooper Creek
Il Cooper Creek è un fiume dell'Australia. Conosciuto anche come Fiume Barcoo, dal nome di uno dei suoi affluenti, è uno dei tre maggiori fiume del sistema fluviale del Queensland che sfocia nel Lago Eyre.
La portata del fiume dipende dalle piogge monsoniche che cadono nei mesi precedenti a molte centinaia di chilometri di distanza, nella parte orientale del Queensland. Con i suoi 1300 km di lunghezza, il Cooper Creek è il secondo fiume navigabile per lunghezza dell'Australia, secondo solo al sistema Murray.